# Linhartovy
Linhartovy (deutsch Geppersdorf) ist ein Ortsteil der Gemeinde Město Albrechtice im Okres Bruntál in Tschechien. Es liegt sieben Kilometer nordwestlich von Krnov an der Grenze zu Polen.

## Geographie
Geppersdorf liegt im Naturschutzgebiet Slezská Haná am rechten Ufer der Goldoppa. Nachbarorte sind Krásné Loučky (Schönwiese) im Südosten, Hošťálkovy (Gotschdorf) im Süden, Vraclávek (Klein Bressel) und Staré Purkartice (Alt Bürgersdorf) im Südwesten, Česká Ves (Neudörfel), Burkvíz (Burgwiese) und Opavice (Tropplowitz) im Nordwesten.
Jenseits der Grenze zu Polen am linken Ufer der Goldoppa liegen Opawica (Troplowitz) im Nordwesten, Radynia (Raden) im Nordosten und Pietrowice (Peterwitz, 1936–1945: Zietenbusch) im Osten.

## Geschichte

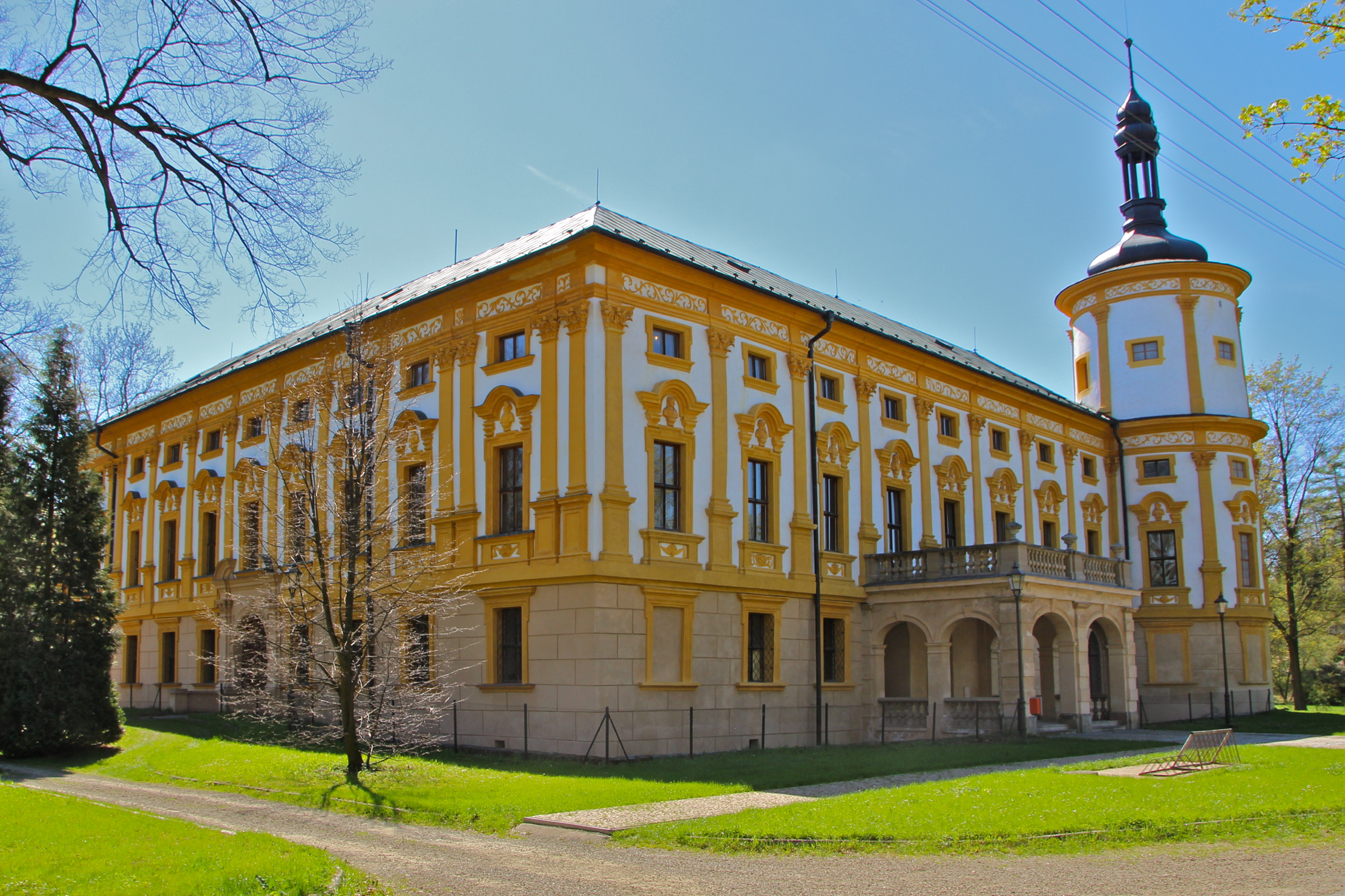
Schloss Geppersdorf (Linhartovy)

Geppersdorf wurde Mitte des 13. Jahrhunderts im Zuge der durch den Olmützer Bischof Bruno von Schauenburg planmäßig durchgeführten Besiedlung Nordmährens gegründet und mit Deutschen besiedelt. Es erstreckte sich an beiden Ufern der Goldoppa und wurde erstmals 1255 urkundlich erwähnt. Es war zunächst im bischöflichen Besitz und gehörte politisch zu Mähren. Später wurde es dem neu gegründeten Herzogtum Troppau eingegliedert. Nach dessen Teilung 1377 kam Geppersdorf an das Herzogtum Jägerndorf und gelangte 1410 zusammen mit der Herrschaft Oppawicz in den Besitz derer von Bladen, einem Zweig der Herren von Füllstein. Für dieses Jahr 1410 ist auch eine Feste belegt. 1504 gehörte es dem Oberstkämmerer des Herzogtums Troppau, Hojer (Ojíř) von Füllstein, der in den 1530er Jahren die Feste zu einem Renaissance-Schloss umbauen ließ. Durch Heirat gelangte es 1566 an Georg Bernhard von Tworkau (Jiří Bernart Tvorkovský z Kravař), von dem es 1578 dessen Tochter Katharina (Kateřina Kravařská ze Šlovic) erbte, die mit Wenzel von Haugwitz verheiratet war. Während des Dreißigjährigen Krieges trug Geppersdorf schwere Schäden davon. Vermutlich deshalb verkaufte es 1658 der damals 18-jährige Ladislaus Alois von Haugwitz zusammen mit Oppawicz und Burkvíz (Burgwiese) dem Freiherrn Karl Maximilian Sedlnitzky von Choltitz. Während der Herrschaft der Sedlnitzky wurde das Schloss im Stil des Barock umgebaut.
Nach dem Ersten Schlesischen Krieg 1742 wurde Geppersdorf geteilt. Der am rechten Ufer der Oppa liegende Teil verblieb bei Böhmen und lag nunmehr an der Grenze zum preußischen Schlesien. Der am Ostufer der Oppa liegende Teil kam an Preußen, fiel nach dem Zweiten Weltkrieg mit dem größten Teil Schlesiens an Polen, erhielt 1945 die Ortsbezeichnung Lenarcice und gehört jetzt zur Stadt-und-Land-Gemeinde Głubczyce (Leobschütz).
Nach der Aufhebung der Patrimonialherrschaften wurde das bei Böhmen verbliebene Geppersdorf 1850 eine selbständige Gemeinde, die zur Bezirkshauptmannschaft Jägerndorf gehörte. Gleichzeitig wurde das benachbarte Dorf Schönwiese nach Geppersdorf eingemeindet. In der zweiten Hälfte des 19. Jahrhunderts gelangte Geppersdorf durch Heirat an die Herren von Oppersdorf und 1892 an den Jägerdorfer Textilkaufmann Eduard Wenzelides, unter dem 1905–1907 das Schloss durch den aus Jägerndorf stammenden Wiener Architekten Leopold Bauer umgebaut wurde. Nach dem Übergang an die Tschechoslowakei 1918 wurde das Dorf Schönwiese (Krásné Loučky) ausgemeindet. 1930 lebten 365 Einwohner in Geppersdorf, davon waren 301 Deutsche. Nach dem Münchner Abkommen wurde Geppersdorf 1938 dem Deutschen Reich zugeschlagen und gehörte bis 1945 zum Landkreis Jägerndorf. Nach dem Zweiten Weltkrieg fiel es an die Tschechoslowakei zurück und erhielt die amtliche Ortsbezeichnung Linhartovy. Die deutschen Bewohner wurden 1945/45 vertrieben. Dadurch ging die Einwohnerzahl deutlich zurück und lag 1950 bei nur noch 226. Ende 1960 erfolgte die Auflösung des Okres Krnov und Linhartovy wurde dem Okres Bruntál zugeordnet. Linhartovy wurde 1980 nach Město Albrechtice eingemeindet.

## Sehenswürdigkeiten
- Schloss Linhartovy
- Die katholische Kirche Kreuzerhöhung wurde 1833–1834 aus Mitteln des Religionsfonds im Empirestil errichtet.

## Söhne und Töchter (Auswahl)
- Leopold von Sedlnitzky (1787–1871), Fürstbischof von Breslau